# 银杏螺
银杏螺（学名：Homalocantha anatomica），是新腹足目骨螺科银杏螺属的一种。主要分布于印度尼西亚、中国大陆、台湾，常栖息在浅海珊瑚礁、岩石底、低潮线。